# فوينتيسترون
فوينتيسترون هي بلدية تقع في مقاطعة سوريا، في منطقة قشتالة وليون، في إسبانيا. يبلغ عدد سكانها 40 نسمة وذلك حسب (المعهد الوطني للإحصاء) سنة 2017، وتبلغ مساحتها 9,19 كم²، وترتفع عن سطح البحر 1,010 متر.

## تطور السكان
في تعداد عام 2010 بلغ عدد سكان البلدية 55 نسمة، منهم 34 رجلا و21 امرأة.